# Callyspongia armigera
Callyspongia armigera är en svampdjursart som först beskrevs av Duchassaing och Giovanni Michelotti 1864.  Callyspongia armigera ingår i släktet Callyspongia och familjen Callyspongiidae. Inga underarter finns listade i Catalogue of Life.